# Neusiedl an der Zaya
Neusiedl an der Zaya osztrák mezőváros Alsó-Ausztria Gänserndorfi járásában. 2020 januárjában 1258 lakosa volt. 

## Elhelyezkedése

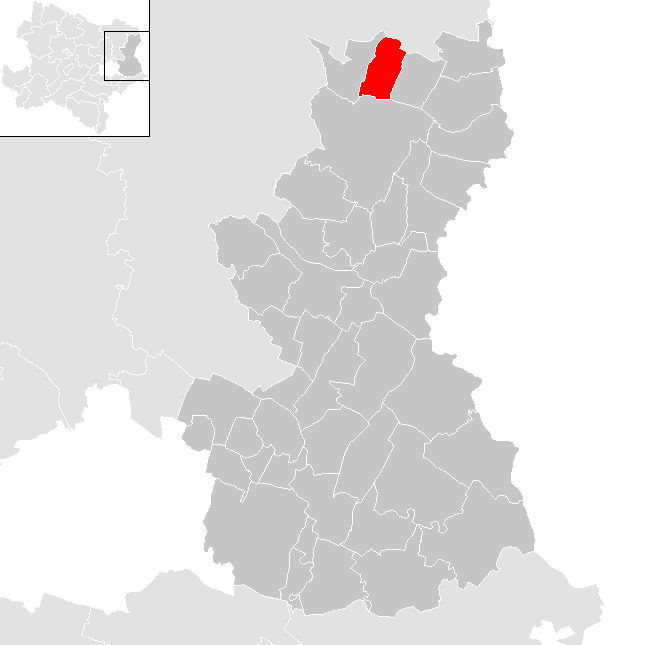
Neusiedl an der Zaya a Gänserndorfi járásban

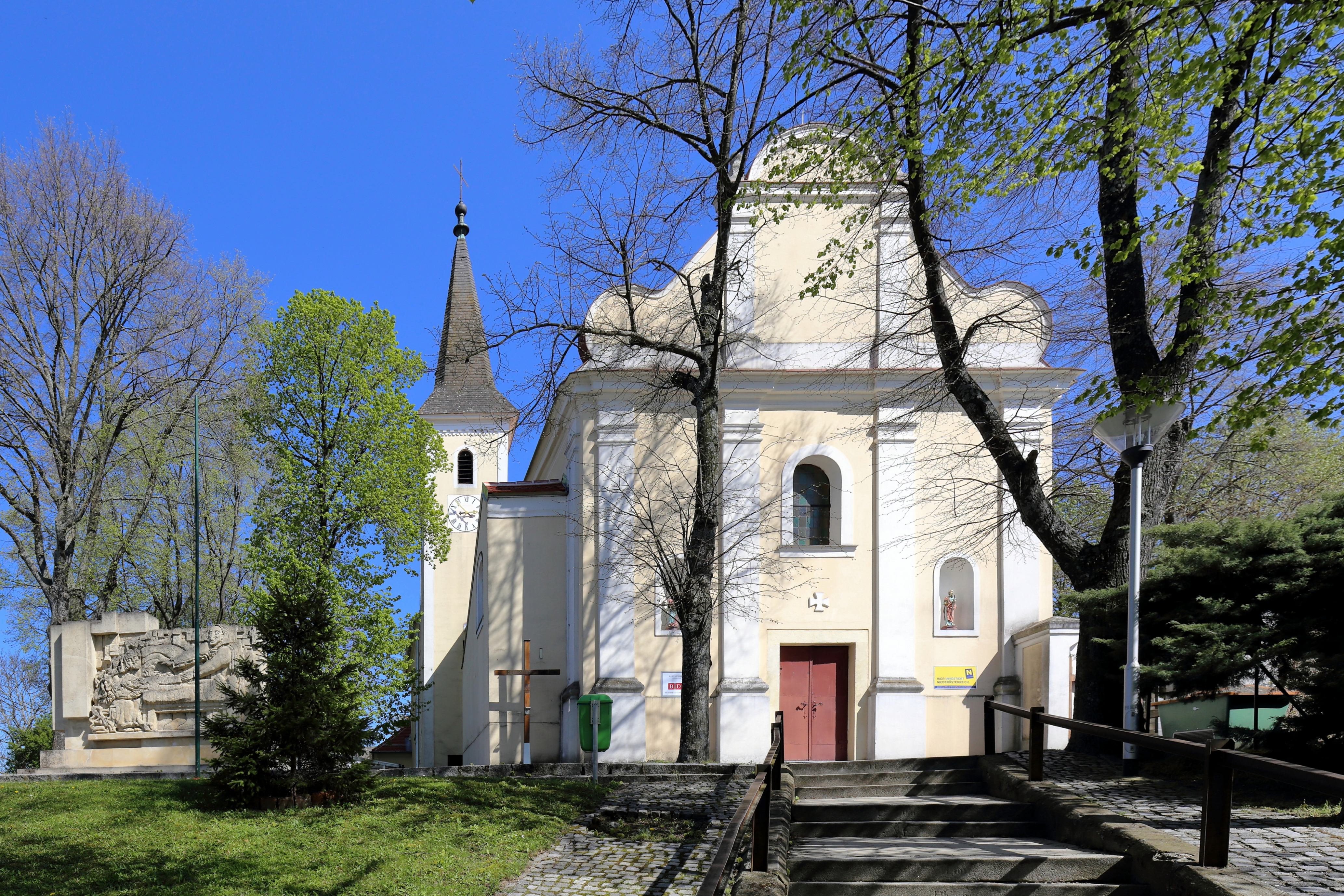
A Szt. Péter és Pál-plébániatemplom

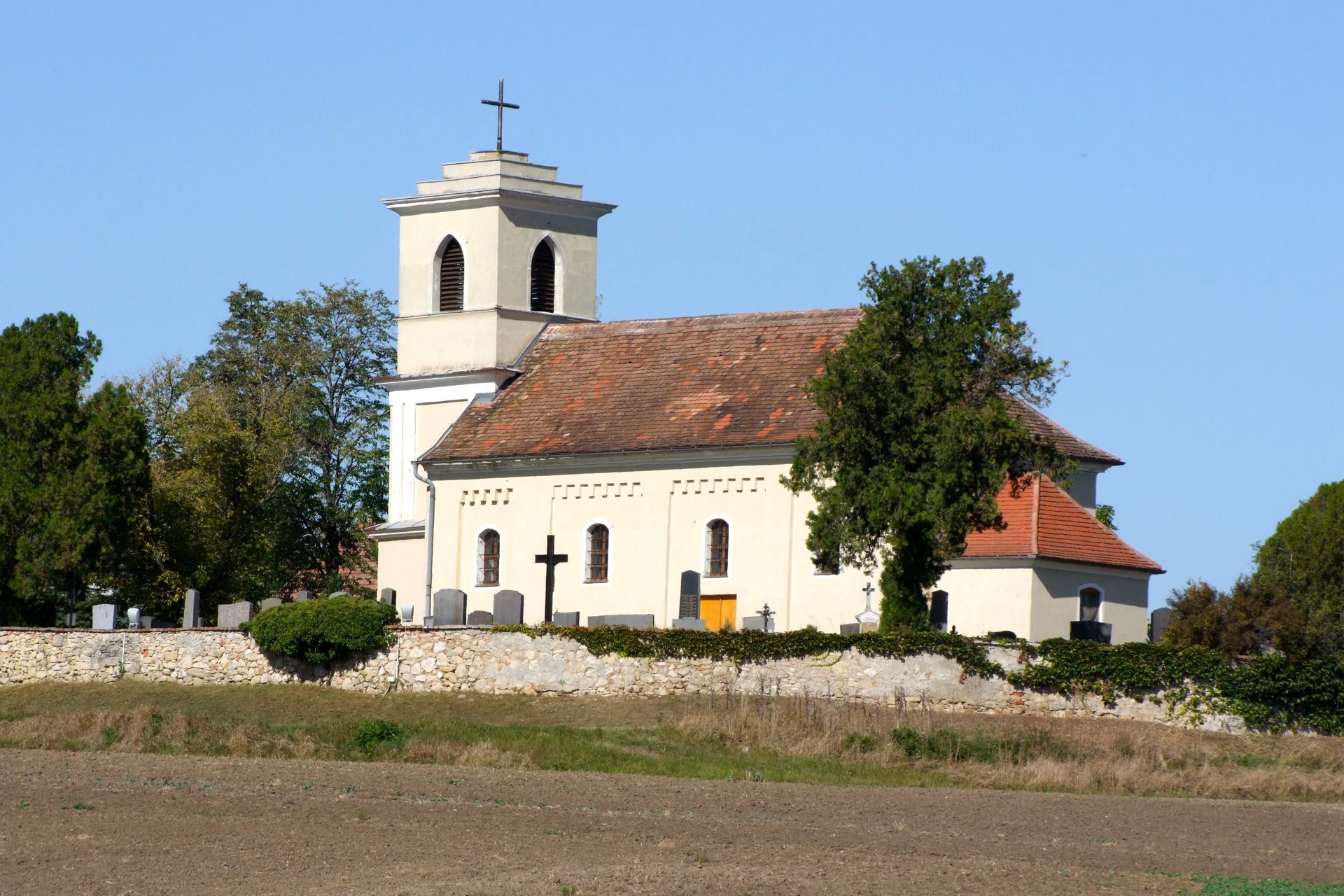
A Szt. Ulrik-templom

Neusiedl an der Zaya a tartomány Weinviertel régiójában fekszik a Weinvierteli-dombságon, a Zaya folyó mentén. Területének 18,4%-a erdő, 65,8% áll mezőgazdasági művelés alatt. Az önkormányzat két települést egyesít: Neusiedl an der Zaya (1131 lakos 2020-ban) és St. Ulrich (127 lakos). 
A környező önkormányzatok: keletre Palterndorf-Dobermannsdorf, délre Zistersdorf, nyugatra Hauskirchen, északra Altlichtenwarth, északkeletre Hausbrunn.

## Története
St. Ulrich a 13. században került I. Heinrich von Liechtenstein kezére. Neusiedl (akkori nevén Neulichtenwarth, mai nevét a 16. században kapta) a Frohnauereké volt és a 15. században mezővárosi jogokat szereztek a településnek (amely később elveszett), amely ezután szintén a Liechtensteinekhez került. A 16. században St. Ulrich temploma jelentős búcsújáró hellyé fejlődött.    
A mezőgazdaságból élő falvak helyzete 1929-ben változott meg, amikor - Ausztriában először - gazdaságosan kitermelhető kőolajlelőhelyet találtak a területükön. A második világháborúban az olajkutakat részben hadifoglyok szolgálták ki. A második világháború után a lelőhelyek kimerültek.
Neusiedl 1964-ben kapott mezővárosi státuszt, 1969-ben pedig az addig önálló község St. Ulrich népszavazással csatlakozott hozzá. 

## Lakosság
A Neusiedl an der Zaya-i önkormányzat területén 2020 januárjában 1258 fő élt. A lakosságszám 1951-ben érte el csúcspontját 2343 fővel, azóta folyamatos csökkenés tapasztalható. 2018-ban az ittlakók 93,4%-a volt osztrák állampolgár; a külföldiek közül 1% a régi (2004 előtti), 3,8% az új EU-tagállamokból érkezett. 1% a volt Jugoszlávia (Szlovénia és Horvátország nélkül) vagy Törökország, 0,8% egyéb országok polgára volt. 2001-ben a lakosok 90,4%-a római katolikusnak, 1,3% evangélikusnak, 1,4% mohamedánnak, 5,1% pedig felekezeten kívülinek vallotta magát. Ugyanekkor 4 magyar élt a mezővárosban; a németeken (98,1%) kívül egyetlen nemzetiségi csoport sem érte el az 1%-ot. 
A népesség változása:

| 2016 | 1 238 |
| 2018 | 1 252 |

## Látnivalók
- a neusiedli Szt. Péter és Pál-plébániatemplom
- a St. Ulrich-i Szt. Ulrik-templom
- a kőolajmúzeum

## Fordítás
- Ez a szócikk részben vagy egészben  a   Neusiedl an der Zaya című német Wikipédia-szócikk ezen változatának fordításán alapul.  Az eredeti cikk szerkesztőit annak laptörténete sorolja fel. Ez a jelzés csupán a megfogalmazás eredetét és a szerzői jogokat jelzi, nem szolgál a cikkben szereplő információk forrásmegjelöléseként.